# 2469 Tadjikistan
2469 Tadjikistan eller 1970 HA är en asteroid i huvudbältet som upptäcktes den 27 april 1970 av den ryska astronomen Tamara Smirnova vid Krims astrofysiska observatorium på Krim. Den har fått sitt namn efter landet Tadzjikistan.
Asteroiden har en diameter på ungefär 12 kilometer.